# Bryan Johnson (historietista)
Bryan Lee Johnson (7 de diciembre de 1967 en Long Branch, Nueva Jersey) es un historietista, personalidad televisiva, actor, director de cine y guionista estadounidense, asociado a las producciones del director Kevin Smith. Fue la base para el personaje de Randal Graves en la película Clerks, interpretado por el actor Jeff Anderson. A través de su amistad con Smith, se ha visto envuelto frecuentemente en sus producciones. Escribió y dirigió una película, Vulgar (2000), para la productora View Askew. Es uno de los protagonistas del programa de televisión de la cadena AMC Comic Book Men desde 2012.
Johnson ha colaborado con el historietista Walt Flanagan en la creación de cómics adaptados a sus guiones, incluyendo la miniserie de 2004 Karney y la miniserie de 2007 War of the Undead.

## Filmografía
- Mallrats (1995) (Actor)
- Big Helium Dog (1999) (Actor)
- Dogma (1999) (Actor)
- Vulgar (2000) (Actor, escritor, director)[5]
- Jay and Silent Bob Strike Back (2001) (Actor)
- Jay & Silent Bob's Super Groovy Cartoon Movie (2013) (Actor de voz)

## Televisión
- Clerks: The Animated Series (2000) (Actor de voz)
- Comic Book Men (2012-) (Él mismo)
- Talking Bad (2013) (Él mismo)

## Historietas
- Karney (2005)[3]
- War of the Undead (2007)[4]
- Cryptozoic Man (2013)